# .22 BB CAP

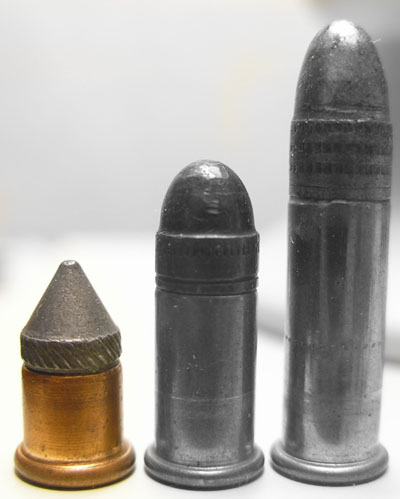
Imagen del cartucho.

.22 BB Cap (Bulleted Breech Cap), o 6 mm Flobert, es una variedad calibre .22. Inventado por Louis-Nicolas Flobert en 1845. Fue el primer cartucho metálico de percusión anular . El .22 BB Cap y el .22 CB Cap son intercambiables y son cartuchos de baja velocidad relativamente silenciosos, diseñados para tiro al blanco en interiores.

## Historia
El francés Louis-Nicolas Flobert inventó el primer cartucho metálico de percusión anular en 1845, el cual consistía en cápsula fulminante con una bala unida a la parte superior.   Flobert luego desarrolló las " pistolas de salón " para este cartucho, ya que estos rifles y pistolas fueron diseñados para dispararse en salones de tiro en interiores en casas grandes. Usualmente derivado en el 6mm y 9mm, desde entonces se llama cartucho Flobert, pero no contiene pólvora; la única sustancia propulsora contenida en el cartucho está dentro de la tapa de percusión.  En Europa, el .22 BB Cap y el .22 CB Cap se denominan Flobert de 6 mm y se consideran el mismo cartucho.

## Descripción
Esta munición de percusión anular se asemeja a los perdigones disparados en un rifle de aire comprimido, por lo que se utilizan a menudo para tiro en interiores y control de plagas a corta distancia. Desarrollado para galerías de tiro en interiores con " pistolas de galería " especiales, el .22 BB Cap fue el primer cartucho de percusión anular, que data de 1845. No tiene una carga propulsora separada, y se basa solo en el impulso creado por el cebador para disparar una bola redonda de plomo . Esto da como resultado una baja velocidad de salida de alrededor de 700 pies / s (210 m / s) o menos. Más común es la tapa .22 CB, que dispara una bala cónica ligeramente más pesada y está disponible en una variedad de longitudes de cartucho.